# Olaf Guthfrithsson
Olaf Guthfrithsson (auch Olaf Godfreyson, Anlaf, Analaph, Amlaíb mac Gofraid, Óláfr Guðrøðarson; † 941) war als Olaf III. von 934 bis 941 ein Wikingerkönig von Dublin und als Olaf I. von 939 bis 941 König von Jórvík.

## Leben
Olaf entstammte der Nordisch-Gaelischen Uí Ímair-Dynastie. Sein Vater Guthfrith, der König Dublins und Jórvík, war im Jahr 927 von dem angelsächsischen König Æthelstan aus Jórvík vertrieben worden.
Nach dem Tod seines Vaters übernahm Olaf Guthfrithsson im Jahr 934 die Führung der Wikinger von Dublin.
Der Schottenkönig Konstantin II. verheiratete im Jahr 937 seine Tochter, deren Name unbekannt ist, mit Olaf, um die Beziehungen zu den Wikingern zu stabilisieren. Dieser Ehe entstammten mindestens drei Kinder.
Dann organisierte Olaf ein mächtiges Bündnis gegen Æthelstan. Er landete noch im selben Jahr mit einer großen Flotte im Nordosten Englands, vereinigte sich mit seinem Schwiegervater, dem Schottenkönig Konstantin II. und den Britonen von Strathclyde unter König Owain I. Die Allianz überrannte Jórvík und rückte weiter nach Süden vor. Olaf und Konstantin versuchten sich von Æthelstans Herrschaft zu befreien. Er führte die nichtenglischen Truppen gegen König Æthelstan von England in der Schlacht bei Brunanburh, wurde aber mit den verbündeten Dänen (aus Dublin), Schotten und Walisern von König Æthelstan vernichtend geschlagen. Olaf Guthfrithsson überlebte und floh mit wenigen Männern über das Meer zurück nach Dublin.
Nach Æthelstans Tod im Jahr 939 kehrte Olaf nach Northumbria zurück, eroberte Jórvík zurück und rückte weiter nach Süden vor, belagerte vergeblich Northampton und plünderte die Gegend von Tamworth. Bei Leicester traf er auf König Edmund I., doch kam es zu keinem größeren Gefecht, da die Erzbischöfe Odo von Canterbury und Wulfstan I. von York einen Friedensvertrag vermitteln konnten. Edmund I. musste ihn als Herrscher über alle Gebiete nördlich von Mercia anerkennen.
941 Olaf plünderte die Kirche von St. Baiter und brannte Tiningham nieder. Bald darauf wurde er getötet, woraufhin die Northumbrier Lindisfarne verwüsteten.